# Torre ibera de Ragudo
La torre ibera de Ragudo una talaia o torre vigia, Està localitzada a la finca coneguda com a “Cuestas del Ragudo”, propera a la zona “Cuestas del Ragudo”, a Viver, a la comarca de l'Alt Palància, a la qual es pot accedir en el port anomenat Cuestas de Ragudo, entre Masies Blanques i Barraques. És catalogada com Bé d'Interès Cultural.

## Descripció
És una construcció d'origen iber, la qual cosa queda totalment palès en els basaments de la torre, malgrat això la part més elevada és d'època àrab, i és en aquesta època quan és, com a torre vigia, al servei dels castells de Xèrica i de Sogorb.
Actualment de la torre amb prou feines queden uns tres metres dempeus, els quals permeten veure que tenia una planta rectangular.
És va construir amb el sistema de carreu de pedra calcària travada a os. Sobre el sòcol primer, s'eleva un altre cos en el qual s'empra carreu més petit. La porta d'accés sembla que era en un dels laterals més amples, en el qual s'observa una obertura quadrada.
Prop d'aquesta torre hi ha la coneguda com torre de Ragudo, de la qual no es té massa clar els orígens encara que s'especula amb la possibilitat que fos d'origen romà. La torre anomenada també torre Herragudo limita amb el terme de la veïna localitat de Barraques, en les proximitats de les costes del Ragudo. També degué utilitzar-se com torre de vigilància, ja que té una situació estratègica que permetia vigilar el pas entre les valls i l'altiplà de Barraques.
L'estat de la torre és mediocre, però la seua planta es pot veure que és cilíndrica. A més la torre se situa a la part alta del turó en el qual es localitza el Parc eòlic Palancia II, zona en la qual van elevar construccions durant la guerra del 36, ja que l'Alt d'Herragudo va ser ocupat per l'Exèrcit Nacional, que va utilitzar les construccions com a lloc de comandament. Aquestes defenses es van construir amb les restes de la torre que era a escassos metres d'ençà.